# Museu Field d'Història Natural

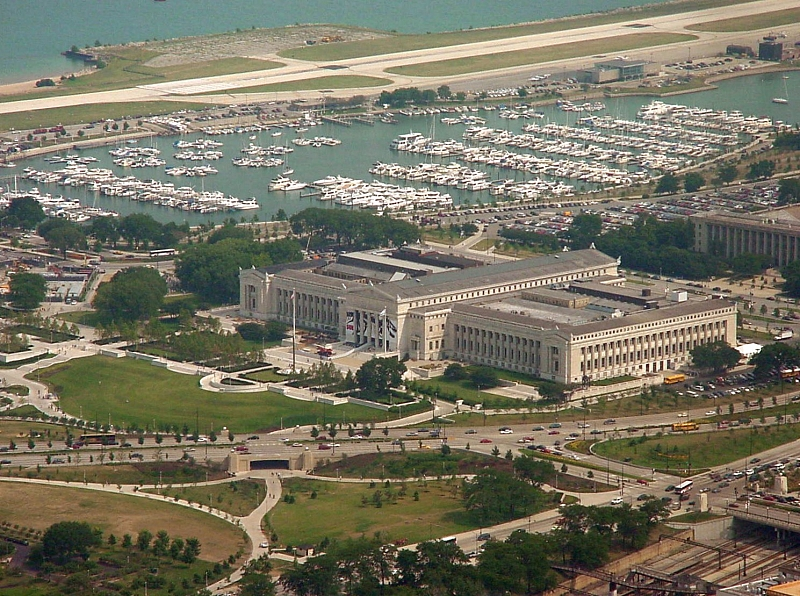
Vista aèria del Museu Field d'Història Natural a Chicago

El Museu Field d'Història Natural és un museu fundat el 1893. Es troba a la ciutat de Chicago, a l'estat d'Illinois (Estats Units). És un dels museus més grans i importants d'història natural del món. El museu compta amb més de vint milions d'objectes naturals i culturals. A més, posseeix una biblioteca amb aproximadament 250.000 volums i realitza investigació bàsica en els camps de la biologia sistemàtica i antropologia.
Està situat a la riba del llac Michigan i forma el Museum Campus amb dos altres recintes: el Shedd Aquarium i l'Adler Planetarium.